# Robina Muqim Yaar
Robina Muqim Yaar (Kabul, 3 juli 1986), ook bekend onder de naam Robina Jalali is een voormalig Afghaanse atlete, die is gespecialiseerd in de sprint. Haar sprintcarrière werd bemoeilijkt door het Talibanregime dat vrouwen verbood aan sport mee te doen, door onder andere bedreigingen en intimidatie.

## Loopbaan
Yaar nam deel aan de Olympische Spelen van 2004 in Athene waar ze, samen met Friba Razayee, de eerste vrouwelijke Afghaanse atlete was die mocht deelnemen aan de moderne Olympische Spelen. Op de 100 m werd ze met een tijd van 14,14 s uitgeschakeld in de eerste ronde. Bij deze wedstrijd droeg ze in tegenstelling tot haar tegenstanders een T-shirt en een lange trainingsbroek. Eerder dat jaar sneuvelde ze ook in de eerste ronde op de Aziatische indoorkampioenschappen in de Iraanse stad Teheran.
Op de Olympische Spelen van 2008 in Peking sneuvelde ze in de series met een tijd van 14,80, waar ze ditmaal een hidjab droeg. In eerste instantie zou sprintster Mehboba Ahdyar Afghanistan vertegenwoordigen in Peking, maar doordat zij door doodsbedreigingen politiek asiel aanvroeg in Noorwegen, deed Robina Muqim Yaar wederom mee aan de Spelen. Ook tijdens de wereldkampioenschappen in Berlijn in 2009 wist de atlete niet verder te komen dan de series.
In 2010 probeerde Robina Muqim Yaar bij de Afghaanse parlementsverkiezingen van 2010 als onafhankelijke kandidaat het lagerhuis binnen te komen, door een van de 68 zetels te veroveren die voor vrouwelijke kandidaten waren gereserveerd. Ze kreeg vooral kritiek op deze kandidaatstelling door vrouwen die haar een opportunist vonden en meenden dat ze niet genoeg ervaring had voor een parlementszetel. Uiteindelijk is ze niet verkozen tot parlementslid.

## Persoonlijke records
| Onderdeel | Prestatie | Datum           | Plaats  |
| --------- | --------- | --------------- | ------- |
| 60 m      | 9,92 s    | 6 februari 2004 | Teheran |
| 100 m     | 14,06 s   | 14 april 2004   |         |